# Ivodea alata
Ivodea alata är en vinruteväxtart som beskrevs av René Paul Raymond Capuron. Ivodea alata ingår i släktet Ivodea och familjen vinruteväxter. Inga underarter finns listade i Catalogue of Life.